# لاك او سومون (كيبك)
لاك او سومون (بالإنجليزية: Lac-au-Saumon, Quebec)‏ هي بلدية محلية في كيبيك تقع في كندا في لا ماتابيديا. يقدر عدد سكانها بـ 1,453 نسمة ومساحتها 84.40 كم2 .